# Extended Versions (Britny Fox)
Extended Versions è un live album dei Britny Fox uscito il 28 novembre 2006 per l'Etichetta discografica Sony Records.

## Lista Tracce
1. In Motion (Davidson) 2:52
2. Lonely Too Long (Paris, Smith) 5:27
3. Hair of the Dog (Agnew, Charlton, McCafferty, Sweet) 4:07 (Nazareth Cover)
4. Long Way to Love (Davidson) 5:17
5. Dream On (Davidson, Smith) 4:48
6. Sweet Hitch-Hiker (Fogerty) 2:36 (Creedence Clearwater Revival Cover)
7. She's So Lonely (Davidson)/
Kick'N'Fight (Davidson, Destra)/
Gudbye T' Jane (Holder, Lea) (Slade Cover) 6:27
8. Over & Out (Childs, Paris) 4:33
9. Girlschool (Davidson) 5:28
10. Midnight Moses (Harvey) 5:46 (The Sensational Alex Harvey Band Cover)
11. Shout It Out Loud (Simmons, Stanley, Ezrin) 3:26 (Kiss Cover)

## Formazione
- Tommy Paris - voce, chitarra
- Michael Kelly Smith – chitarra
- Billy Childs – basso
- Johnny Dee - batteria